# 김홍일 (1898년)
김홍일(金弘壹, 1898년 9월 23일~1980년 8월 8일)은 대한민국의 군인 출신 정치인이다. 평안북도 출신으로, 본관은 법흥이다. 국민혁명군 현역 군인 신분으로 대한민국 임시정부의 김구를 도와 윤봉길, 이봉창의 거사를 지원하였고, 한국 광복군 참모장을 거쳐 국군 준장으로 임관하여 6.25 전쟁에 참전하였다. 1961년 5·16 군사 정변 직후에는 외무부 장관을 역임하였다.

## 생애

### 독립운동가
대한제국 평안북도 용천에서 출생했다. 평안북도 정주 오산학교에서 남강 이승훈과, 고당 조만식 문하에서 수학을 하였다. 이후 오산학교 교사로 근무하였으며 이때 감시와 탄압을 피해 중화민국으로 망명하였다. 1921년 구이저우의 육군군관학교를 졸업하고 국민혁명군 소위로 임관하며 독립운동에 투신했다. 1923년에는 한국의용군사령관을 지냈다.

### 국민혁명군 활동
장제스의 국민혁명군에 투신하여 1926년 중국국민혁명군 동로군 소령 참모로서 북벌전쟁에 참가하였다. 이후 연대장, 군단 및 집단군 참모장, 사단장 등을 역임하였으며 1939년에는 외국인으로서는 최초의 중앙군 소장에 이르렀다. 1943년에는 중국 육군대학을 졸업하였다. 1932년 백범 김구 당시 대한민국 임시정부 주석의 요청으로 폭탄을 제작하여 이봉창 의사와 윤봉길 의사의 의거를 지원하였다.

### 광복 이후
1945년 11월 국민혁명군에 다시 복귀하여 두율명 장군의 동북보안사령부 고급 참모 겸 한교사무처장으로 부임하였고, 중장(중국 국부군의 중장은 2성 장군)으로 남경의 국방부 정치부 전문위원으로 부임하였다.

### 국군 복무

#### 장군으로 입대
1948년 12월 10일 이승만 대통령의 특별 지시로 육군 준장으로 임관되었고 제 7대 육군사관학교장으로 임명되었다.

#### 6.25 전쟁
6.25 전쟁이 발발하고, 개전 초기 그는 국방부에서 개최된 군원로회의에서 서울 포기 및 한강이남에서 방어선 구축안을 제시했지만 거부당했다. 이후 그에게 주어진 직책이 없었기에 참모학교로 내려가 있었다. 이후 전황은 점점 심각해졌고, 결국 채병덕 육군참모총장의 잘못된 명령으로 인해 국군 5개사단이 서울에서 철수하기 전에 한강교를 폭파시켰다. 이로써 국군의 5개 사단이 한강 이북에 고립되었고, 이로 인해 대부분의 병력이 흩어지게 되었다.
전황이 심각해지자 채병덕 육군참모총장 등은 시흥지구전투사령부를 설치하고 김홍일 소장을 사령관으로 임명하게 된다. 이후 김홍일 소장은 흩어진 병력을 수습하여 한강 이남에 방어선을 구축하였다. 
김홍일 소장의 활약으로 서부지역의 육군은 병력을 수습하고 편제를 재편할 수 있었고, 시흥사는 곧바로 제1군단으로 변화되었다. 이후 수도사단, 제1사단, 제2사단을 효과적으로 지휘하여 미군과 협조하여 진천-음성-청주 축선에서 성공적인 지연전을 수행하였다. 
또한 낙동강 방어작전에서 기계전투를 승리로 이끄는 등 제1군단장으로서 반격작전의 기틀을 마련하는데 크게 공헌하였다. 그러나 그 후 1950년 개교된 육군종합학교 교장으로 발령이 났고 이듬해 3월에는 국방장관 신성모의 모략으로 족청계 쿠데타설에 연루되어 강제예편당했으나 이승만의 배려로 주중화민국(대만)대사에 임명되어 10년간 근무했다.

### 정치 활동

#### 중국 대사
1951년부터 1961년까지 주 중화민국 대사를 역임하였다. 중화민국 대사로 있던 1960년 4월 4·19 혁명이 발생하자, 김홍일은 그 원인으로 최고조에 달한 공산주의자들에 의한 악용한 기인하는 것이라고 비난하였다. 이번 사태가 극히 불행한 사건임을 시인하면서 중화민국에서 교육받은 대사는 기자들에 대하여 이번 사태는 6개 도시에서 계엄령이 선포되어 진정될 것이라고 말하였다. "우리는 적색음모를 방지할 조치를 취하고 있다"고 김 대사는 본국 정부를 옹호하여 말하였다. 그러나 김 대사는 그가 현장에서 멀리 떨어져 있으므로 현재의 이 폭동이 어느 정도까지 공산주의자들의 조작에 의한 것인지 단정할 수 없다고 부언하였다., 1960년 무렵 모종의 정변계획을 세우고 강원룡에게 도움을 요청하였으나 응답을 받지 못하였다.

#### 5.16 군사 정변

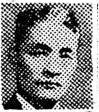
5·16 군사 정변 무렵

그 뒤 5.16 군사정변 이후 5월 20일 군사혁명위원회 가 구성되자 군사혁명위원회 위원의 한사람으로 선출되었고 혁명내각의 외무부장관으로 임명되었다. 그러나 이는 박정희가 아니라 김홍일과 같은 평안도 출신이었던 당시 국가재건최고회의 의장 장도영의 추천에 의한 것이었다.
그러나 그덕분에 혁명세력의 내분이 일어나 박정희 세력이 장도영 세력을 거세시키자 김홍일 또한 밀려나게 되었다. 그후 박정희의 민정 참여를 반대하여 야당 정치인의 대열에 섰다.

#### 야당 정치인
1965년 박정희 정권의 한일협정 체결에 반대하면서 정계에 투신하여 1967년 제7대 국회의원에 당선되었고, 한국독립당을 재건하였으나 당권이 김학규 등에게 넘어가고 당선자를 내지 못하면서 한국독립당은 결국 몰락하고 말았다.
1966년 12월 24일 야당통합과 대통령후보 단일화 추진을 위한 위원회가 설치되자 추진위원으로 위촉되었다.
1969년 삼선개헌반대범국민투쟁위원회 지도위원으로 참여하였다.

### 만년

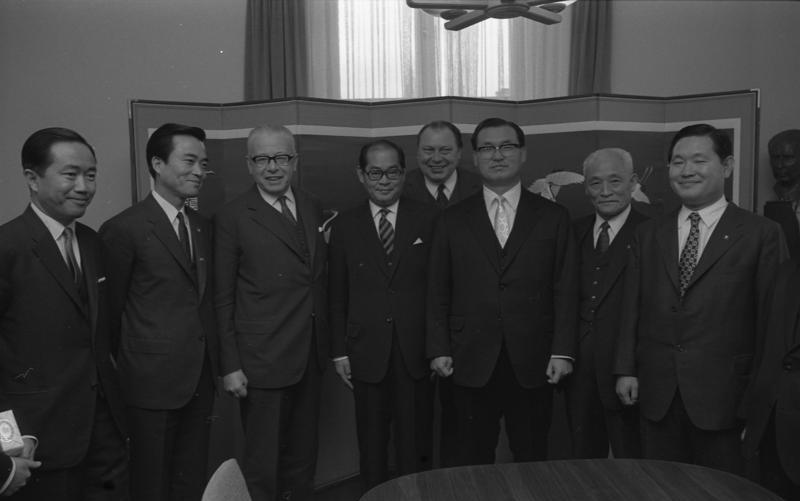
서독을 방문중인 한국의 국회의원 6인 중(오른쪽에서 두번째) - 1970년 11월 10일

1971년 5월 10일에는 운영위원회를 열고 유진산과 양일동 등 운영위원회 부의장들의 사퇴서를 수리하고 김홍일을 신민당 당수 권한대행으로 임명한다. 신민당 당수가 되었으나 당내 내분을 겪은 뒤 1972년 당수직을 사임하였다.
이후 광복회 회장을 거쳐 국정자문위원에 위촉되었다.
1979년 양력 1월 중순부터 노환을 앓다가 1년 7개월 후인 1980년 8월 8일 향년 83세로 타계하였다.

## 수훈 내역
- 대한민국
  - 충무무공훈장 (1950-12-30)
  - 태극무공훈장 (1951-07-26)
  - 청조근정훈장 (1960-01-01)
  - 건국훈장 독립장 (1962-03-01)
  - 국민훈장 무궁화장 (1980-08-11)

- 중화민국
  - 제남작전유공(濟南作戰有功) (1928)
  - 만가령 회전 유공훈장(萬⊙領會戰有功受大功勳章) (1938)
  - 상고회전 전용감수 화주영예훈장(上高會戰⊙戰勇敢受華胄榮譽勳章) (1941)
  - 중국항일전쟁기념훈장(中國抗戰有功受勝利勳章) 및 항전기념장(抗戰記念章) (1945)
  - 서북시가전유공육해군일등장장(四平街戰功作戰有功受陸海軍一等奬章) (1946)
  - 충근(忠勤)
  - 대수운마(大綬雲摩)
  - 대수경성(大綬景星)

## 연보
- 1898년 9월 평북 용천 출생
- 1921년 1월 중국 귀주강무학교 졸업 및 소위 임관
- 1921년 6월 러시아령 아무르주 스바보드니시에 도착
- 1926년 1월 중국 국민혁명군 북벌에 참여 (동로군 인사참모 소령)
- 1927년 중국 국민혁명군 대령 진급
- 1927년 중국 국민혁명군 독립경비연대 부연대장 및 1대대장
- 1928년 중국 국민혁명군 22사단 독립경비연대장, 용담전투 승리공훈, (공로장 수여받음)
- 오송요새사령부 참모장, 상해 병공창 병기창주임, 19로군 후방 정보국장
- 1932년 대한민국 임시정부의 김구를 도와 거사용 폭탄 지원
- 1933년 중국군 제2로군 총지휘부 참모
- 1938년 중국군 제4군단 102사단 참모장
- 1939년 중국 중앙군 소장 진급 (중앙군 최초 한국인 장성), 중국군 19집단군 참모처장
- 1941년 중국군 19집단군 19사단장 대리로 부임하여 중일전쟁 상고회전을 승리로 이끔 (대 일본군 33, 34사단)
- 1943년 중국군 육군대학 졸업
- 1944년 중국군 신편 2병단 참모장, 중국 지식청년군 부참모장
- 1945년 4월 한국광복군사령부 참모장
- 1945년 11월 중국군 육군 소장으로 복귀, 동북보안사령부 고급 참모 및 한교사무처장
- 1947년 중국군 중장 진급 및 중화민국 국방부 정치부 전문위원
- 1948년 귀국
- 1948년 12월 국군 입대 및 육군 준장 임관 (창군 최초 장군 임관자)
- 1949년 1월 육군사관학교 교장
- 1949년 3월 육군 소장 진급 (대한민국 육군 최초)
- 1950년 3월 13일 육군사관학교 교장
- 1950년 6월 10일 육군참모학교 교장
- 1950년 6월 30일 시흥지구전투사령관
- 1950년 7월 5일 육군 제1군단장 (초대)
- 1950년 7월 24일 육군종합학교 교장
- 1951년 3월 2일 육군 중장 진급
- 1951년 3월 20일 육군 중장 예편
- 1961년 5월 외무부 장관
- 1961년 12월 제9대 대한민국재향군인회 회장
- 1980년 8월 8일 타계

## 학력
- 중화민국 구이저우 성 구이양 구이저우 육군군관학교 졸업 (1921년)
- 중화민국 육군참모학교 졸업
- 중화민국 국방참모학교 졸업
- 대한민국 육군사관학교 특7기(1948년)
- 대한민국 육군보병학교 졸업(1949년)
- 대한민국 국방대학교 행정학사 3기(1958년)

## 저서 및 논문

### 저서
- 《대륙의 분노》

### 논문
- 《국방개론》
- 《군대정신교육》

## 역대 선거 결과
|  | 43.79% |

|  | 44.4% |

|  | 21.38% |

## 참고 문헌
- 국방부 군사편찬연구소, 태극무공훈장에 빛나는 6.25전쟁 영웅 (국방부 군사편찬연구소, 2003)
- 국방부, 호국전몰용사공훈록 제3집 (국방부, 1997)
- 국방부, 자유민에게 전해다오 제1집 (대한민국 국방부, 1955)
- 육탄 10용사 현충회, 육탄 10용사 (도서출판 법정, 1986)
- 육군본부, 한국의 전쟁영웅들, (육군본부, 1992)
- 이원복, 호국용사100선 (명성출판사, 1976)
- 병학사, 내 젊음 조국에 (병학사, 1987)
- 국방부, 한국전쟁사 제8집 (국방부, 1975)